# 15 juni
15 juni är den 166:e dagen på året i den gregorianska kalendern (167:e under skottår). Det återstår 199 dagar av året.

## Återkommande bemärkelsedagar

### Flaggdagar
- Danmark: Valdemarsdagen (sedan 1912, till minne av att den danska flaggan Dannebrogen enligt legenden ska ha fallit från himlen ner på kung Valdemar Sejr denna dag 1219; numera firas dagen också till minne av att det tyska Sønderjylland (Nordschleswig) återförenades med Danmark denna dag 1920)

### Europeiska dagar
- Global Wind Day

## Namnsdagar

### I den svenska almanackan
- Nuvarande – Margit och Margot
- Föregående i bokstavsordning
  - Jim – Namnet infördes på dagens datum 1986. 1993 flyttades det till 26 juni, men utgick 2001.
  - Jimmy – Namnet infördes på dagens datum 1986, men utgick 1993.
  - Justina – Namnet fanns före 1901 på 16 juni, men flyttades detta år till dagens datum. 1993 flyttades det till 2 september och har funnits där sedan dess.
  - Mait – Namnet infördes 1986 på 10 november. 1993 flyttades det till dagens datum och utgick 2001.
  - Margit – Namnet infördes 1986 på 20 juli, men flyttades 1993 till dagens datum, där det har funnits sedan dess.
  - Margot – Namnet infördes 1986 på 30 juli, men flyttades 2001 till dagens datum.
  - Modestus – Namnet fanns, till minne av en av tre syditalienska martyrer från kristendomens äldsta tid, på dagens datum före 1901, men utgick långt innan dess. De båda andra martyrerna var Vitus och Crescentia, av vilka även Vitus har förekommit på dagens datum.
  - Vitus – Namnet fanns, till minne av Vitus en av tre syditalienska martyrer från kristendomens äldsta tid, på dagens datum före 1901, då det utgick. De båda andra martyrerna var Modestus och Crescentia, av vilka även Modestus har förekommit på dagens datum.
- Föregående i kronologisk ordning
  - Före 1901 – Vitus och Modestus
  - 1901–1985 – Justina
  - 1986–1992 – Justina, Jim och Jimmy
  - 1993–2000 – Margit och Mait
  - Från 2001 – Margit och Margot
- Källor
  - Brylla, Eva (red.): Namnlängdsboken, Norstedts ordbok, Stockholm, 2000. ISBN 91-7227-204-X
  - af Klintberg, Bengt: Namnen i almanackan, Norstedts ordbok, Stockholm, 2001. ISBN 91-7227-292-9

### Finlandssvenska almanackan
- Nuvarande från 2020[1] – Monika, Mona
- I föregående revideringar[a][2]
  - 1929–2019 – Mona, Monika

## Händelser
- 763 f.Kr. – En nästan total solförmörkelse från detta datum finns noterad på en samtida assyrisk lertavla[3] och utifrån detta kardinaldatum kan forskarna numera beräkna Mesopotamiens och Mellanösterns antika kronologi. För att kronologin ska stämma måste den 1 i månaden Nisan ha inträffat den 20 mars samma år och det har hävdats, att det babyloniska nyåret aldrig inträffade före vårdagjämningen (28–29 mars vid denna tid). Vidare studier har emellertid visat, att det ofta gjorde det[4] och att den solförmörkelse, som finns noterad på lertavlan är identisk med den som inträffade detta datum bekräftas av andra astronomiska texter från samma tid.[5]
- 1184 – Sverre Sigurdsson, som har varit Norges kung sedan 1177 (även om han i praktiken då endast hade makten över Tröndelag) dräper sin rival om den norska kungamakten Magnus Erlingsson i slaget vid Fimreite. Redan 1179 har Sverres styrkor besegrat Magnus betydligt större här i slaget på Kalvskinnet vid Nidaros. I detta slag stupade Magnus far, jarlen Erling Skakke, som var Norges verklige makthavare, och Magnus själv tvingades fly. Inbördeskriget har emellertid fortgått i flera år och det är alltså först nu, genom slaget vid Fimreite, som Sverre står som ensam härskare över Norge. Även om han lyckas behålla makten och hålla andra rivaler borta från den till sin död 1202 fortsätter emellertid det norska inbördeskriget under resten av hans regeringstid, då även andra grupper utmanar honom om makten.
- 1215 – Den engelske kungen Johan utan land tvingas skriva under ”Det stora fördraget” (latin: Magna Charta), vilket även blir känt som ”Det stora fördraget om Englands friheter” (latin: Magna Charta Libertatum Anglorum), då han är i underläge under det pågående engelska inbördeskriget mellan kungamakten och högadeln. Detta blir det första fördrag en engelsk kung blir tvingad att underteckna av sina undersåtar och det är ett försök av adeln att begränsa kungens makt och säkerställa sina egna privilegier. Dess mest kända klausul är nummer 39, som anger att ”ingen fri man (det vill säga den som inte lydde under någon feodalherre) ska fängslas och dömas av någon annan än sina jämlikar”. Under århundradenas lopp får fördraget stort inflytande på det engelska rättsväsendet och därmed, i förlängningen, även på sådana system, som influeras av det, såsom exempelvis USA:s konstitution. Idag är dock det mesta av fördraget upphävt, genom införandet av andra lagar i det engelska rättssystemet.
- 1389 – Slaget på Trastfältet (i nuvarande Kosovo) utkämpas[b] mellan muslimska osmanska styrkor under sultan Murad I och en kristen koalition mellan bland annat serber, albaner, montenegriner och bosnier, ledda av prins Lazar Hrebeljanović. Det råder delade meningar om slagets utgång, då båda sidor har tillskrivits segern, eller att det ska ha slutat oavgjort. Trots att de kristna lyckas dräpa sultanen förlorar serberna nästan hela sin adel och militärledning i slaget, vilket leder till att de i längden inte lyckas stå emot de osmanska erövringsförsöken av Serbien, som 1459 blir en osmansk vasallstat.
- 1752 – Den amerikanske vetenskapsmannen och uppfinnaren Benjamin Franklin genomför ett berömt experiment, där han under en storm använder en pappersdrake, med en nyckel fäst vid änden på drakens snöre, för att bevisa att blixten är ett elektriskt fenomen. Liknande experiment har genomförts tidigare, men då man har använt långa järnstänger har tidigare utförare av experimentet drabbats av skador av elchocker. Med drakens hjälp kan Franklin få den yta, som ska fånga blixten, högre upp, vilket ökar chansen att fånga blixten, men ändå stanna på marken, vilket minskar hans egen risk att skadas. Sedermera leder experimentet bland annat till uppfinnandet av åskledaren.
- 1836 – Arkansas upptas som den 25:e delstaten i den amerikanska unionen.[6] Den nya delstatens område utgör ungefär hälften av det som 1819 blev amerikanskt territorium med namnet Arkansasterritoriet. De två delar som har avdelats från territoriet 1824 och 1828 kommer senare att utgöra Oklahomaterritoriet, som inte blir delstat förrän 1907.
- 1888 – Den tyske kejsaren och preussiske kungen Fredrik III avlider i strupcancer efter endast 98 dagar på tronen (han tillträdde 9 mars, då hans far Vilhelm I avled). Han efterträds på båda tronerna av sin son Vilhelm II, som sedermera blir känd som ”Kaisern” och sitter på tronen i 30 år, fram till första världskrigets slut 1918.
- 1940
  - Sovjetiska trupper går över gränsen till Litauen och positionerar trupper vid den lettiska gränsen i enlighet med det sovjetiska avtalet med Tyskland, som har slutits i augusti året före. Där har de båda staterna delat upp Östeuropa i intressesfärer mellan sig och där Baltikum ingår i den sovjetiska sfären. Läget mellan Sovjetunionen och de baltiska länderna har länge varit spänt. Dagen innan har den sovjetiske utrikesministern Vjatjeslav Molotov, medan övriga världen är fokuserad på den franska huvudstaden Paris fall för tyska trupper, anklagat de baltiska staterna för att delta i en konspiration mot Sovjetunionen. Dagen därpå (16 juni) inleder sovjetiska trupper även en invasion av Lettland och Estland och alla tre baltiska stater faller i sovjetiska händer under sommaren.
  - Sedan de sista norska trupperna har kapitulerat till tyskarna den 10 juni och kung Håkon VII och statsminister Johan Nygaardsvolds regering har gått i exil till Storbritannien utfärdar Adolf Hitler en proklamation, där han kräver att den norske kungen ska avsättas och att statsministern ska avgå. I proklamationen riktar han även krav på att tyska trupper ska tillåtas att transiteras genom Sverige från Danmark till Norge. Även om styret i Norge i praktiken tas över först av den norske nazistledaren Vidkun Quisling och därefter av den tyske rikskommissarien Josef Terboven avgår varken kungen eller regeringen och dessa erkänns av de allierade som Norges lagliga statschef och regering under hela kriget.
- 1954 – Efter förhandlingar mellan de belgiska, franska och italienska fotbollsförbunden grundar representanter för dessa i Basel i Schweiz en federation för de europeiska fotbollsförbunden, som får namnet Union of European Football Associations (förkortat Uefa). Inte färre än 28 länder blir medlemmar redan samma år (däribland Sverige) och de brittiska landsdelarna England, Skottland, Wales och Nordirland har alla varsitt medlemskap, eftersom dessa i internationella fotbollssammanhang har varsitt landslag och det inte finns något brittiskt lag.
- 1977 – Drygt ett och ett halvt år efter den långvarige spanske diktatorn Francisco Francos död hålls parlamentsval i Spanien. Franco var diktator i landet från sin seger i spanska inbördeskriget 1939 till sin död 1975 och valet blir det första i landet på 41 år (sedan valet 1936). Franco själv har önskat att landet ska fortsätta som diktatur efter honom, men mycket snart efter hans död har arbetet med att demokratisera landet inletts. Demokratiska centerns union (UCD) blir största parti med 34,4 % av rösterna. Partiet vinner 166 av deputeradekammarens 350 mandat (endast tio mandat från att ha egen majoritet) och partiledaren Adolfo Suárez kan därför tillträda som Spaniens premiärminister den 3 juli.
- 1996 – Den irländska paramilitära organisationen Provisoriska IRA utför ett bombdåd i centrala Manchester i Storbritannien. Bomben på 1,5 ton har föregåtts av en varning, vilket leder till att ingen omkommer, men 212 personer skadas och skador för 700 miljoner pund (1 miljard i 2025 års värde) inträffar. Detta blir det största bombdådet någonsin i Storbritannien, vilket fördöms av både de brittiska och irländska regeringarna samt den dåvarande amerikanske presidenten Bill Clinton. Fem dagar senare tar IRA på sig ansvaret för dådet, men beklagar att oskyldiga personer har kommit till skada. Man lyckas inte gripa de skyldiga och än idag är ingen person dömd för dådet.
- 2001 – Under de kravaller i Göteborg, som har utbrutit dagen före i samband med det toppmöte som inleds i staden denna dag, eskalerar kravallerna mellan polis och demonstranter så att demonstranten Hannes Westberg blir skjuten av polisen. Han döms sedermera till fängelse för våldsamt upplopp, medan de poliser, som har riktat sina vapen mot honom, frias, trots att det visar sig, att den film som har upptagits av händelsen har fått ljudet manipulerat, för att polisen ska framställa situationen som mer hotfull mot sig än vad den var.
- 2018 – Spelet Among Us släpps.

## Födda
- 1294 – Karl IV (den sköne), kung av Frankrike
- 1519 – Henry FitzRoy, engelsk adelsman, illegitim son till kung Henrik VIII
- 1587 – Gabriel Gustafsson Oxenstierna, svensk friherre, president för Svea hovrätt och Sveriges riksdrots
- 1645 – Sidney Godolphin, engelsk statsman
- 1744 – Maria Kristina Kiellström, svensk arbetare, förlaga till skalden Carl Michael Bellmans figur Ulla Winblad
- 1749 – Georg Joseph Vogler, tysk kompositör
- 1775 – Carlo Porta, italiensk diktare
- 1792 – Thomas Mitchell, brittisk upptäcktsresande
- 1843 – Edvard Grieg, norsk kompositör
- 1853 – William E. Upjohn, amerikansk affärsman, läkare och uppfinnare
- 1878 – Wollmar Boström, svensk kammarherre, diplomat och tennisspelare, Sveriges kabinettssekreterare 1918–1922 och ambassadör i Washington 1925–1945
- 1880 – Einar Löfstedt den yngre, svensk språkforskare och professor, ledamot av Svenska Akademien 1942-1955
- 1882 – Morgan Foster Larson, amerikansk republikansk politiker, guvernör i New Jersey 1929–1932
- 1884
  - Harry Langdon, amerikansk komiker och skådespelare
  - Anna Edström, svensk operasångerska
- 1889 – Hans-Jürgen Stumpff, tysk flygöverste
- 1893
  - Gunnar Levenius, svensk överste.
  - Sinclair Weeks, amerikansk republikansk politiker, senator för Massachusetts 1944, USA:s handelsminister 1953–1958
- 1900 – Nils Hansson i Ronneby, svensk länsjägmästare och folkpartistisk politiker
- 1904 – Jarl Hjalmarson, svensk politiker, partiledare för Högerpartiet 1950–1961
- 1906 – Léon Degrelle, belgisk politiker och journalist, grundare och ledare av rexismen
- 1915
  - Hans Osvald Larsson, svensk målare
  - Thomas H. Weller, amerikansk virolog, mottagare av Nobelpriset i fysiologi eller medicin 1954
- 1917 – John Fenn, amerikansk kemist, mottagare av Nobelpriset i kemi 2002
- 1923
  - Erroll Garner, amerikansk jazzpianist och kompositör
  - Erland Josephson, svensk skådespelare, regissör och författare, chef för Dramaten 1966–1975
  - Hans Lagerkvist, svensk regissör och producent
- 1926
  - Arne Hårdén, svensk konstruktör och formgivare
  - Gun Kessle, svensk fotograf, illustratör, konstnär och författare
  - Aleksandr Lapauri, rysk balettdansare och koreograf
- 1936 – William Joseph Levada, amerikansk kardinal
- 1937 – Waylon Jennings, amerikansk countrysångare och gitarrist
- 1938 – Synnöve Clason, svensk litteraturvetare och professor
- 1939 – Anatolij Kim, rysk författare
- 1941
  - Harry Nilsson, amerikansk sångare och kompositör
  - Essy Persson, svensk skådespelare
  - Göran Sedvall, svensk bandyspelare
- 1943
  - Johnny Hallyday, fransk skådespelare och rocksångare
  - Poul Nyrup Rasmussen, dansk socialdemokratisk politiker, Danmarks statsminister 1993–2001, europaparlamentariker 2004–2009
- 1945 – Gábor Harsányi, ungersk skådespelare
- 1947 – Alain Aspect, fransk fysiker, mottagare av Nobelpriset i fysik 2022
- 1949 – Jim Varney, amerikansk skådespelare
- 1951
  - Amir Barghashi, svensk skådespelare och dramatiker
  - Martin Caton, brittisk labourpolitiker, parlamentsledamot 1997–2015
  - Todd Tiahrt, amerikansk republikansk politiker, kongressledamot 1995–2011
- 1953
  - Veronica Björnstrand, svensk skådespelare
  - Xi Jinping, kinesisk politiker, president i Kina 2013-
- 1954
  - Jim Belushi, amerikansk skådespelare
  - Bob McDonnell, amerikansk republikansk politiker, guvernör i Virginia 2010–2014
  - Paul Rusesabagina, rwandisk hotellägare, känd för att ha räddat 1200 flyktingar undan folkmordet i Rwanda 1994
  - Tom Leppert, amerikansk republikansk politiker och affärsman
- 1963 – Helen Hunt, amerikansk skådespelare och regissör
- 1964 – Courteney Cox, amerikansk skådespelare
- 1965
  - Rick Larsen, amerikansk demokratisk politiker, kongressledamot 2001–
  - Adam Smith, amerikansk demokratisk politiker, kongressledamot 1997–
- 1966 – Raimonds Vējonis, Lettlands president 2015-2019.
- 1969
  - O’Shea Jackson, amerikansk skådespelare och rap-artist med artistnamnet Ice Cube
  - Oliver Kahn, tysk fotbollsmålvakt
- 1970 – Lina Pleijel, svensk skådespelare
- 1971 – Jake Busey, amerikansk skådespelare
- 1973 – Neil Patrick Harris, amerikansk skådespelare och komiker
- 1975 – Elizabeth Reaser, amerikansk skådespelare
- 1977 – Ray Toro, amerikansk musiker, gitarrist i gruppen My Chemical Romance
- 1981
  - Billy Martin, amerikansk musiker
  - Kodjo Akolor, svensk komiker och radiopratare samt radio- och tv-programledare
- 1985 – Nadine Coyle, brittisk sångare, låtskrivare och fotomodell, medlem i gruppen Girls Aloud
- 1987 – Rohullah Nikpai, afghansk idrottare
- 1988 – Jennie Johansson, svensk simmerska
- 1992 – Mohamed Salah, egyptisk fotbollsspelare
- 2014 – Prinsessan Amalia av Nassau, äldsta dotter till Prins Felix av Luxemburg och Prinsessan Claire av Luxemburg
- 2015 – Prins Nicolas, son till prinsessan Madeleine och Christopher O'Neill

## Avlidna
- 923 – Robert I, kung av Västfrankiska riket
- 1184 – Magnus Erlingsson, kung av Norge
- 1289 – Magnus Bosson, svensk kyrkoman, biskop i Uppsala ärkestift
- 1389 – Lazar Hrebeljanović, serbisk prins
- 1785 – François Pilâtre de Rozier, fransk flygpionjär
- 1824 – Paul Brigham, amerikansk demokratisk-republikansk politiker, guvernör i Vermont
- 1849 – James K. Polk, amerikansk demokratisk politiker, guvernör i Tennessee, USA:s president
- 1869 – Albert Grisar, belgisk tonsättare
- 1877 – Caroline Norton, brittisk poet och författare
- 1882 – William Dennison, amerikansk republikansk politiker, guvernör i Ohio, USA:s postminister
- 1888
  - Fredrik III, kejsare av Tyskland och kung av Preussen
  - Ole Richter, norsk jurist och politiker, Norges statsminister i Stockholm 1884–1888
- 1889 – Mihai Eminescu, rumänsk senromantisk poet
- 1893 – Ferenc Erkel, ungersk operatonsättare
- 1905 – Carl Wernicke, tysk neurolog och psykiater
- 1915 – Eugène Jansson, svensk målare
- 1925 – Emanuel L. Philipp, amerikansk republikansk politiker, guvernör i Wisconsin
- 1928 – Nils Personne, svensk teaterregissör och skådespelare
- 1931 – Albertina Berkenbrock, brasiliansk saligförklarad jungfrumartyr
- 1938 – Ernst Ludwig Kirchner, tysk expressionistisk målare
- 1945 – Carl Gustaf Ekman, svensk frisinnad politiker och tidningsman, partiledare för Frisinnade folkpartiet 1924–1932, Sveriges statsminister 1926–1928 och 1930–1932
- 1946 – Arvid Mörne, finlandssvensk poet och proletärförfattare
- 1954 – Helfrid Lambert, svensk skådespelare och operettsångare
- 1970 – Robert Morrison MacIver, brittisk-amerikansk sociolog
- 1971 – Wendell Stanley, amerikansk biokemist, mottagare av Nobelpriset i kemi 1946
- 1972 – Bengt-Olof Granberg, svensk skådespelare
- 1989
  - Victor French, amerikansk skådespelare och regissör
  - Ray McAnally, irländsk skådespelare
- 1991 – Happy Chandler, amerikansk demokratisk politiker och idrottsledare, guvernör i Kentucky, senator för samma delstat
- 1992 – Rune Turesson, svensk skådespelare
- 1993
  - John Connally, amerikansk politiker, guvernör i Texas, USA:s marinminister och finansminister
  - James Hunt, brittisk racerförare
- 1996 – Ella Fitzgerald, amerikansk jazzsångare
- 1998 – Bengt Djupbäck, svensk trubadur med artistnamnet Jokkmokks-Jokke
- 2000 – Kalle Svensson, 74, fotbollsspelare, målvakt, VM-brons 1950, OS-brons 1952, VM-silver 1958
- 2003
  - Hume Cronyn, 91, kanadensisk skådespelare och manusförfattare
  - Philip Stone, 79, brittisk skådespelare
- 2008 – Stan Winston, 62, amerikansk specialeffekttekniker och sminkör
- 2012
  - Günther Domenig, 77, österrikisk arkitekt
  - Rune Gustafsson, 78, svensk jazzgitarrist och kompositör
  - George Kerr, 74, jamaicansk kort- och medeldistanslöpare
  - Barry MacKay, 76, amerikansk tennisspelare
- 2013 – Kenneth G. Wilson, 77, amerikansk fysiker, mottagare av Nobelpriset i fysik 1982
- 2014
  - Jacques Bergerac, 87, fransk skådespelare
  - Casey Kasem, 82, amerikansk radio- och tv-personlighet och diskjockey (American Top 40)
  - Daniel Keyes, 86, amerikansk författare
  - Francis Matthews, 86, brittisk skådespelare
- 2023 – Glenda Jackson, 87, brittisk skådespelare och politiker, parlamentsledamot